# Prasinocyma caecata
Prasinocyma caecata là một loài bướm đêm trong họ Geometridae.